# دونا سيمبسون (مغنية)
دونا سيمبسون (بالإنجليزية: Donna Simpson)‏ هي مغنية أسترالية، ولدت في 1970 في ألباني في أستراليا.

## وصلات خارجية
- دونا سيمبسون على موقع ميوزك برينز (الإنجليزية)
- دونا سيمبسون على موقع ديسكوغز (الإنجليزية)